# Brobdingnag

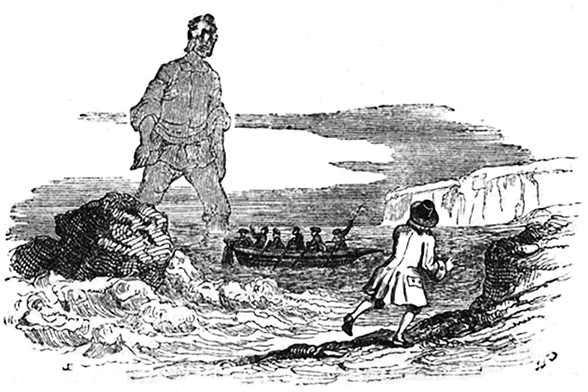
Gullivers Gefährten fliehen vor einem Riesen. Illustration von Grandville

Brobdingnag ist das zweite Land, das Lemuel Gulliver in Jonathan Swifts Roman Gullivers Reisen besucht. Nicht nur die Menschen sind hier riesig, sondern auch die ganze Natur ist hier viel größer als er selbst.
Von einem schweren Sturm vom Kurs abgetrieben, legt das Beiboot seines Schiffes an einer Insel an, um Trinkwasser zu holen. Gullivers Gefährten flüchten vor einem Riesen und lassen ihn zurück, worauf er bald von Einheimischen entdeckt wird. Die Durchschnittsgröße der riesigen Inselbewohner beträgt ungefähr 18 Meter.
Von einem Pächter wird Gulliver zunächst gegen Geld ausgestellt, bevor er an das Königshaus in Lorbrulgrud, der Hauptstadt von Brobdingnag, verkauft wird. Gulliver trägt aufgrund seiner geringen Körpergröße zur Hofbelustigung bei, wird jedoch mit Achtung behandelt. Gulliver erzählt dem König von seiner Heimat England und von den Verhältnissen im derzeitigen Europa, was beim König viel Kritik hervorruft („… kann ich nur den Schluß ziehen, daß die Masse eurer Eingeborenen das verderblichste Geschlecht von kleinem Gewürm bildet, dem die Natur jemals erlaubt hat, auf der Oberfläche der Erde herumzukriechen“). Gulliver wäre bereit, dem König das Geheimnis der Herstellung von Schwarzpulver zu offenbaren, doch dieser lehnt das empört ab. Als sich Gulliver nahe der Küste aufhält, wird die Schachtel, die Gulliver zum Reisen dient, von einem Adler auf das offene Meer hinausgetragen. Nachdem der Adler die Schachtel fallengelassen hat, wird Gulliver von Menschen seiner Welt auf einem ganz normal großen Schiff gerettet.